# Rettungsgasse

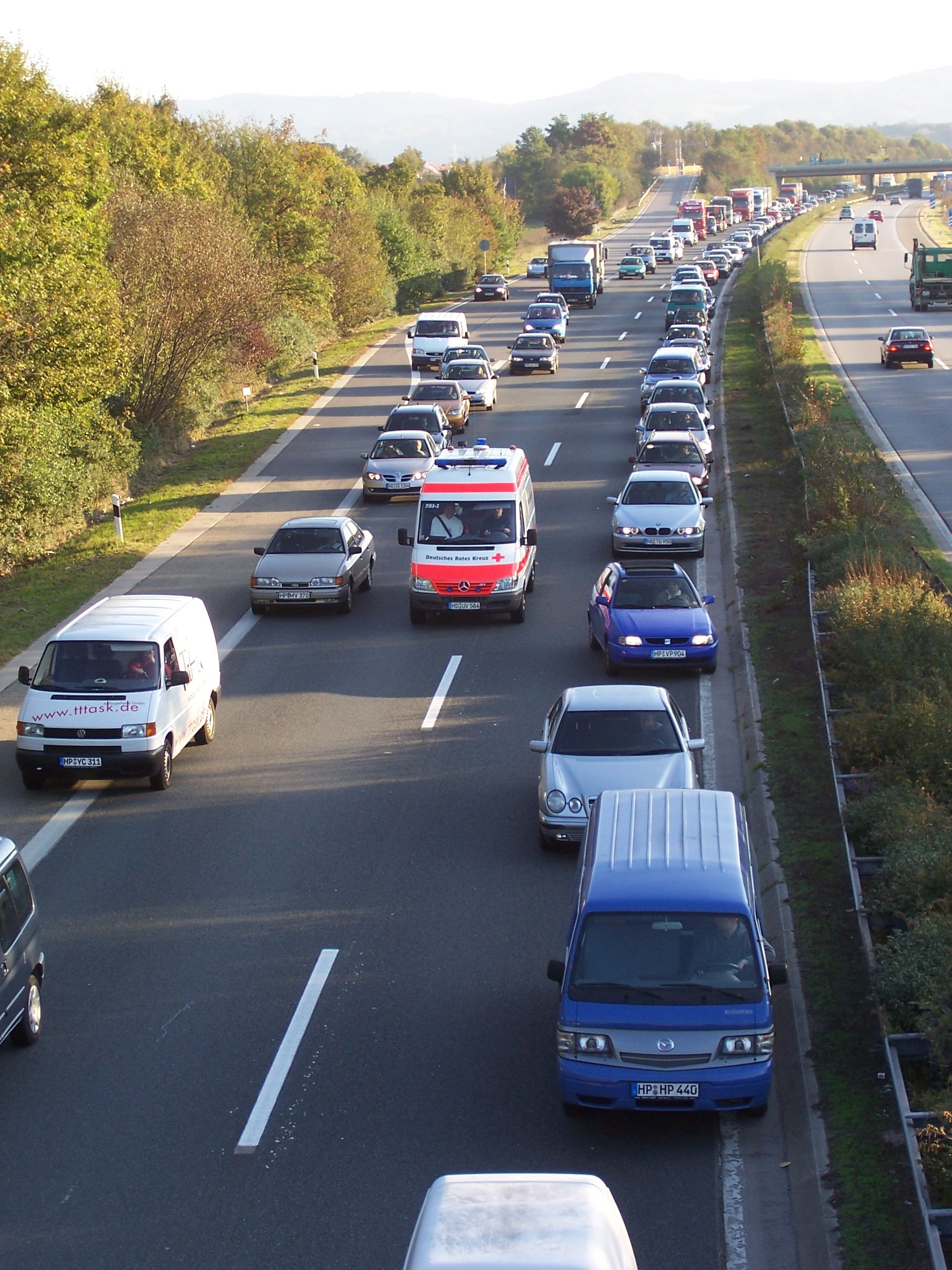
Una ambulancia pasa por una Rettungsgasse en la autopista alemana 659.

El término alemán Rettungsgasse, conocido en español como vía de urgencia, corredor de rescate o carril de emergencia, es una vía habilitada en mitad de una calzada de varios carriles (como autopistas o autovías) para permitir el paso de los servicios de emergencia en caso de accidentes, retenciones o atascos de tráfico. Esta maniobra es obligatoria en Alemania, Austria, Luxemburgo, la República Checa y Hungría; y opcional en Suiza y Eslovenia.

## Funcionamiento
Cuando se produce un ralentización brusca en autopistas, autovías y carreteras de varios carriles, los conductores deben formar una vía de paso para que los vehículos de emergencia y recuperación puedan avanzar sin ser bloqueados por el tráfico. Este corredor de emergencia debe iniciarse en cuanto se produzca una frenada brusca y sin esperar a la llegada de los primeros vehículos de emergencia, que generalmente circularán entre los dos carriles más a la izquierda y nunca por el arcén, a diferencia de otros países como España o Francia.
En Europa, nueve países han adoptado este sistema: Austria, la República Checa, Alemania, Hungría, Luxemburgo, Polonia, Eslovenia, Suiza y Bélgica, siendo este país el último en incluir la Rettungsgasse en el código de circulación desde octubre de 2020. En el caso de Alemania y Austria, el número de carriles disponibles es indiferente: los conductor en el carril izquierdo conducen lo más a la izquierda posible, mientras que todos los demás conducen lo más a la derecha posible, pudiendo invadir el arcén de la plataforma. En la República Checa, el principio es a la inversa: el segundo carril más a la derecha debe mantenerse libre. La Rettungsgasse ha de ser lo suficientemente ancha para permitir el tránsito de vehículos de gran tamaño como camiones de bomberos, grúas e incluso quitanieves entre el tráfico.
El incumplimiento de la Rettungsgasse en Alemania está sancionado, a partir del 1 de agosto de 2018, con una multa de entre 200 y 320 euros.

Formación de un carril de rescate en Alemania
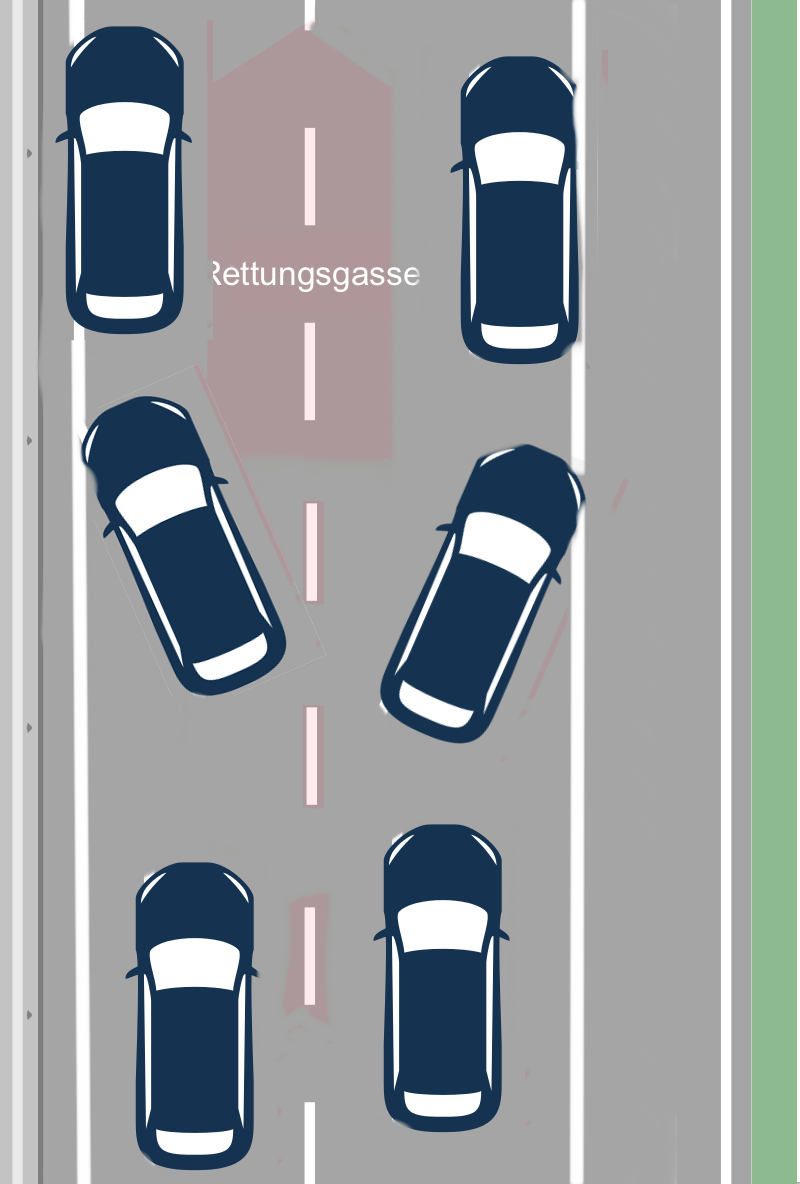
Formación del Rettungsgasse
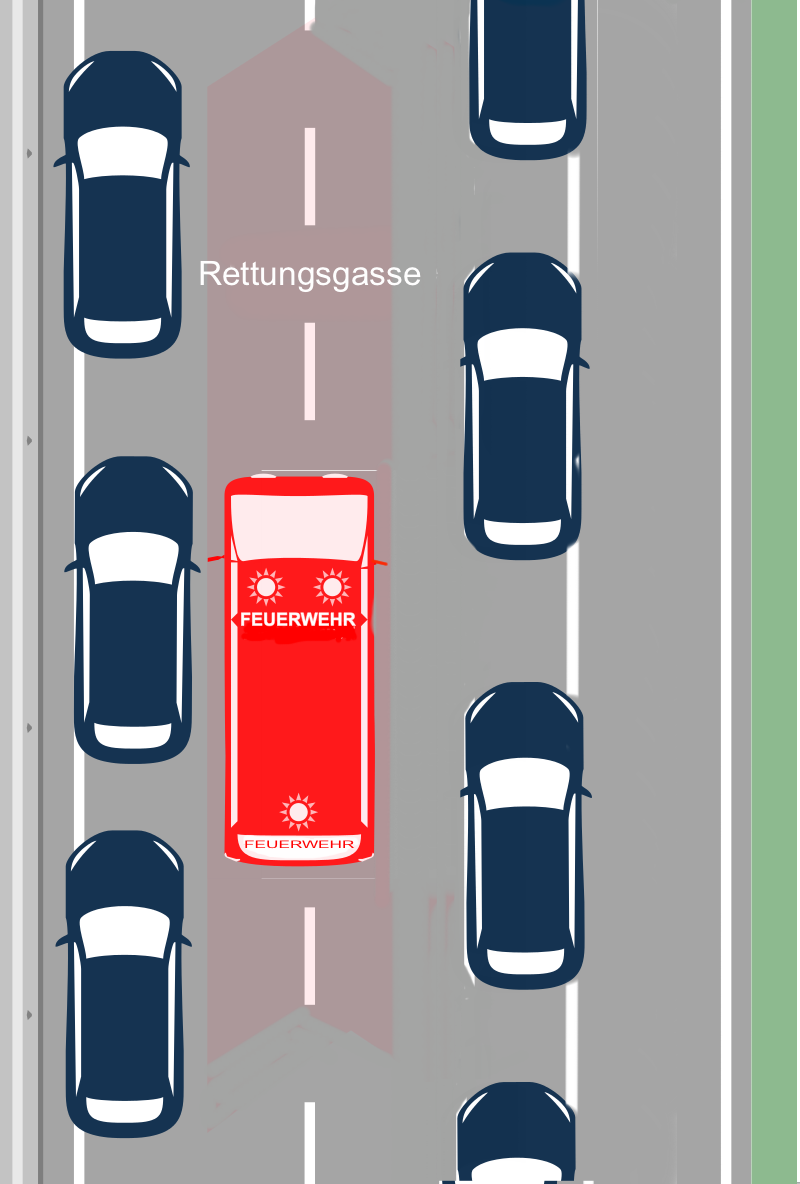
Rettungsgasse de dos carriles
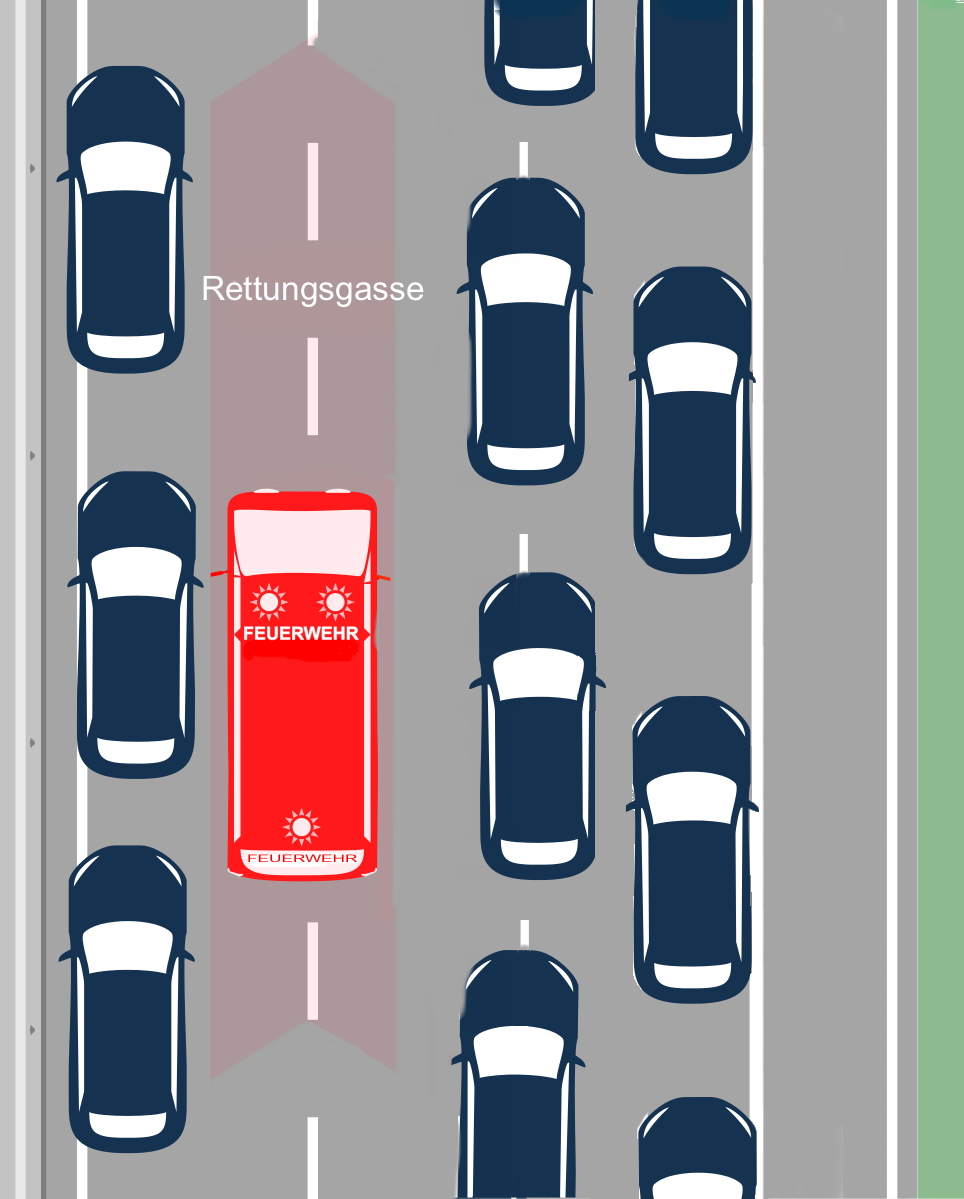
Rettungsgasse de tres carriles
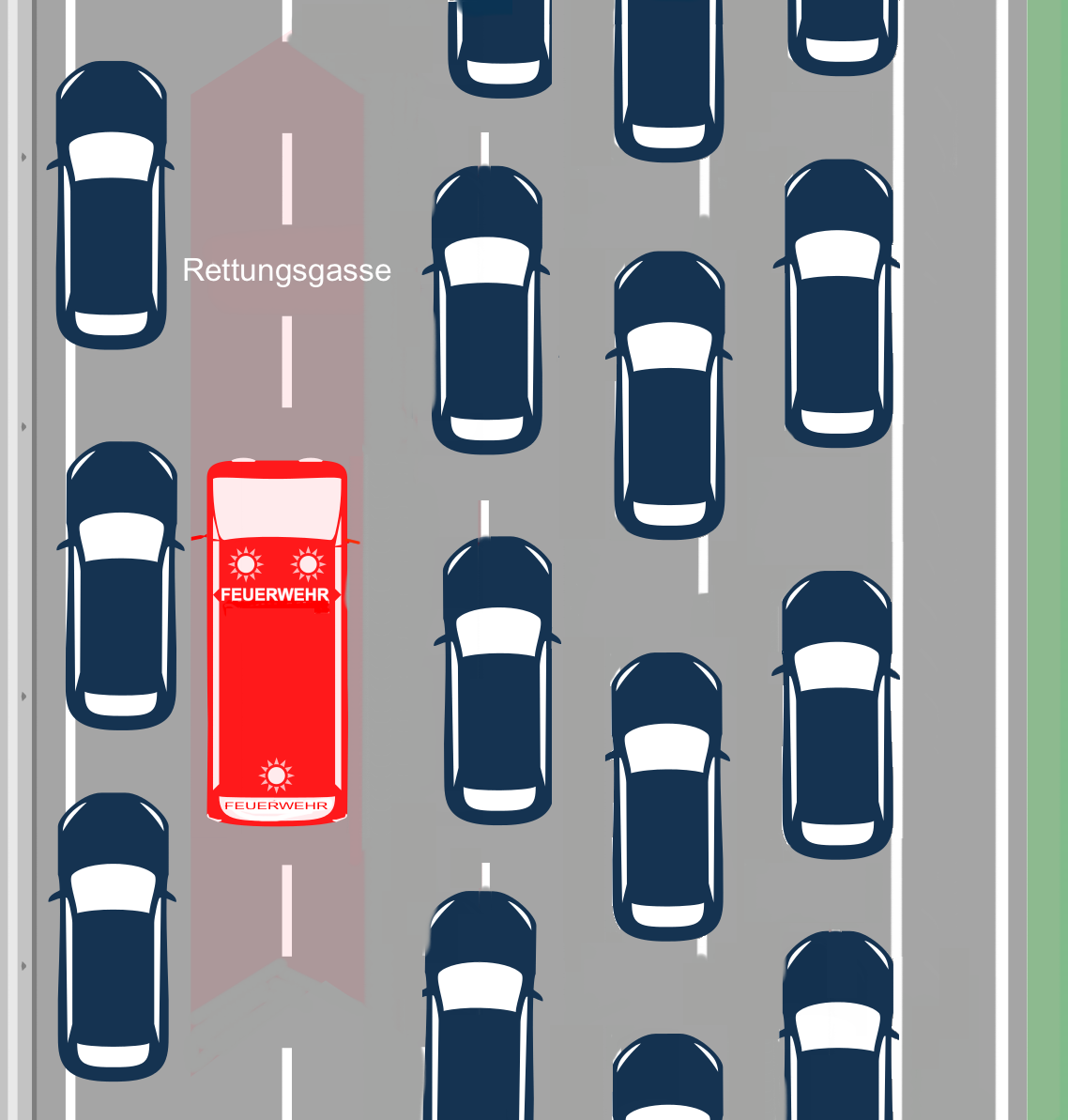
Rettungsgasse de cuatro carriles
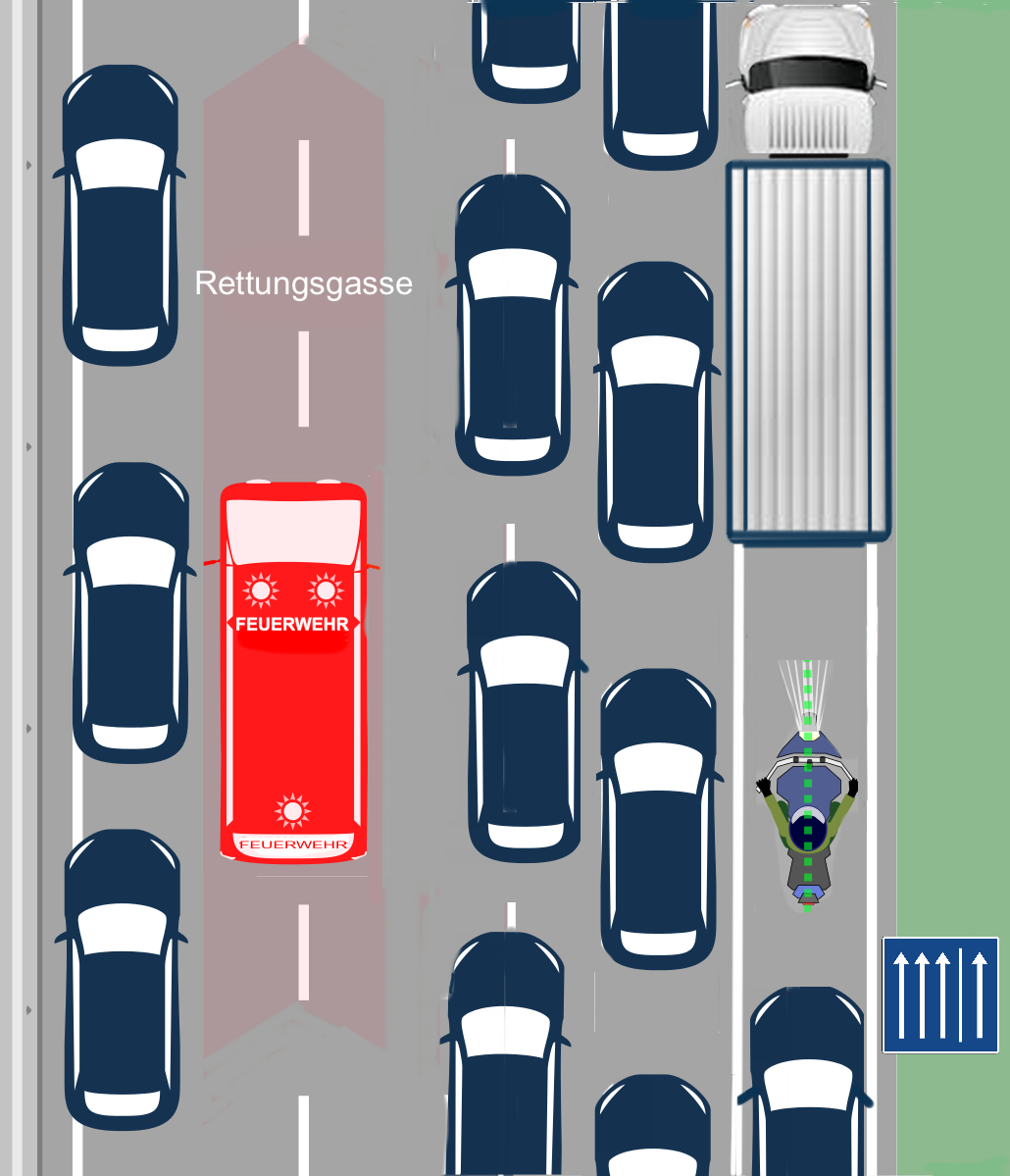
Rettungsgasse con vehículos circulando por el arcén